# 斯旺斯島 (緬因州)
斯旺斯島（英語：Swan's Island）是一個位於美國緬因州漢考克縣的市鎮。

## 人口
根據2020年美國人口普查的數據，斯旺斯島的面積為209.30平方千米，當中陸地面積為32.14平方千米，而水域面積為177.16平方千米。當地共有人口355人，而人口密度為每平方千米2人。